# 中村守雄
中村 守雄（なかむら もりお、 1926年〈大正15年〉12月9日 - 1995年〈平成7年〉5月28日）は、日本の陸軍軍人、陸上自衛官。第16代北部方面総監、第19代陸上幕僚長。
陸上自衛隊の最後の旧陸軍出身者であった。

## 略歴
三重県出身。生家が明野陸軍飛行学校に近かったことから飛行機の爆音と軍服にひかれ陸軍航空士官学校に第60期で入校した。同期に森繁弘（第17代航空幕僚長、第16代統合幕僚会議議長）。
戦後はいったん家業を継ぎかけたが、警察予備隊の創設を知り応募し、1950年（昭和25年）8月に2等警査（2等陸士）で入隊。入隊後は第8連隊第14中隊（戦車（当時は「特車」）中隊）に配属され、これを契機に以後、機甲科に進む。最初のころは米軍供与のM24軽戦車に乗り、M4中戦車で中隊長を務めた。その後は戦車部隊から離れたが、第1戦車団長となって61式戦車、74式戦車の国産戦車に触れた。第1戦車団長のあとは陸幕教育訓練部長、第7師団長、陸上幕僚副長、北部方面総監と、陸幕と北海道を往復する形で勤務し、1984年（昭和59年）7月に第19代陸上幕僚長に就任した。
北部方面総監時代には、わずか1年あまりの在任期間の中で、有事法制が存在しなかった1983年当時の日本国がソ連軍の北海道侵攻を受けた場合、北部方面隊はいかにして合法的にソ連軍を迎撃するべきか研究し、研究結果をレポートにまとめて部内の各級指揮官に教示した。
陸上幕僚長在任中に発生した日本航空123便墜落事故では第1空挺団などの陸自部隊を監督して対処にあたった。1986年（昭和61年）3月、「今の自衛隊員は不動の姿勢を2～30分取るだけで卒倒するような落ちこぼればかり」と『月曜評論』誌上で発言した増岡鼎東部方面総監に対する指揮監督不行き届きの責任を取り辞任した。

## 年譜
- 1945年（昭和20年）8月：陸軍航空士官学校修業（第60期）[1]
- 1950年（昭和25年）
  - 8月：警察予備隊入隊（2等警査）
  - 10月：2等警察士
- 1964年（昭和39年）3月16日：陸上幕僚監部第5部勤務
- 1967年（昭和42年）
  - 1月1日：2等陸佐昇任
  - 3月16日：陸上幕僚監部第1部勤務
- 1970年（昭和45年）7月16日：第13師団司令部第3部長
- 1971年（昭和46年）1月1日：1等陸佐昇任
- 1972年（昭和47年）3月16日：陸上自衛隊幹部学校学校教官
- 1973年（昭和48年）3月16日：陸上自衛隊幹部学校企画室勤務
- 1974年（昭和49年）7月16日：第33普通科連隊長兼久居駐とん地司令
- 1976年（昭和51年）3月16日：中部方面総監部第3部長
- 1977年（昭和52年）7月1日：陸将補昇任、中部方面総監部幕僚副長
- 1978年（昭和53年）7月1日：第1戦車団長（末代）兼北恵庭駐とん地司令
- 1980年（昭和55年）7月1日：陸将に昇任、陸上幕僚監部教育訓練部長
- 1981年（昭和56年）3月31日：第7師団長に就任
- 1982年（昭和57年）3月16日：陸上幕僚副長に就任
- 1983年（昭和58年）3月16日：第16代 北部方面総監に就任
- 1984年（昭和59年）7月1日：第19代 陸上幕僚長に就任
- 1986年（昭和61年）3月17日：辞職
- 1995年（平成07年）5月28日：肺水腫のため三重県伊勢市内で逝去（享年68）[4]、叙・正四位、勲二等瑞宝章が追贈された[5]。

## 栄典
- レジオン・オブ・メリット・コマンダー - 1986年（昭和61年）3月13日
- 勲二等瑞宝章 - 1995年（平成7年）5月28日